# Epania bipartita
Epania bipartita är en skalbaggsart som beskrevs av Holzschuh 2006. Epania bipartita ingår i släktet Epania och familjen långhorningar. Inga underarter finns listade i Catalogue of Life.